# ایتالیا در المپیک تابستانی ۱۹۰۸

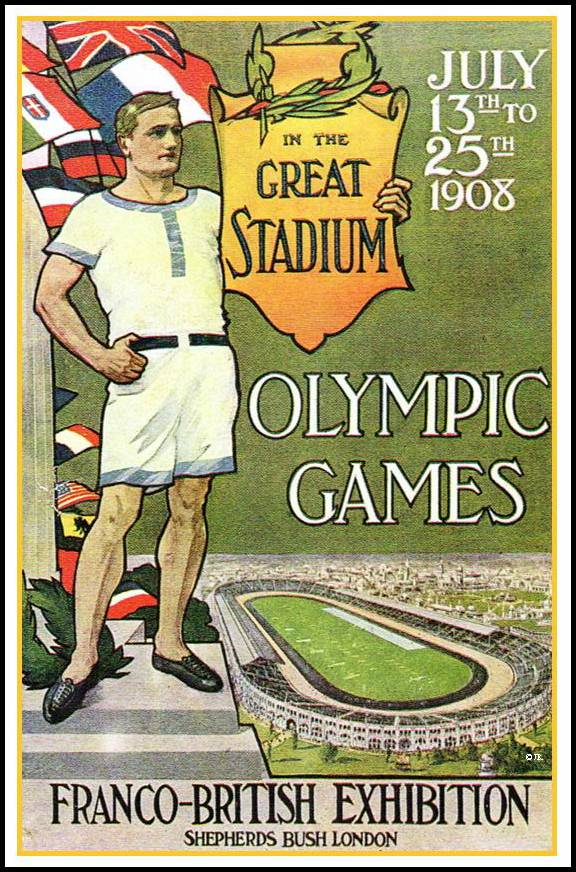
بازی المپیک ۱۹۰۷

ایتالیا در بازی‌های المپیک تابستانی ۱۹۰۸ که در شهر لندن بریتانیای کبیر برگزار شد، کاروان ایتالیا با ۶۸ ورزشکار در این رقابت‌ها شرکت کرد و موفق به کسب ۴ مدال (۲ طلا، ۲ نقره، ۰ برنز) شد. در جدول رتبه‌بندی توزیع مدال‌ها، ایتالیا در ردهٔ ۹ مسابقات قرار گرفت.